# Dicranomyia motepa
Dicranomyia motepa là một loài ruồi trong họ Limoniidae. Chúng phân bố ở miền Australasia.